# Norra Vings socken
Norra Vings socken i Västergötland ingick i Valle härad, ingår sedan 1971 i Skara kommun och motsvarar från 2016 Norra Vings distrikt.
Socknens areal är 11,35 kvadratkilometer varav 11,13 land. År 2000 fanns här 1 186 invånare. En del av tätorten Axvall samt sockenkyrkan Norra Vings kyrka ligger i socknen.

## Administrativ historik
Socknen har medeltida ursprung. Före den 1 januari 1886 (ändring enligt beslut den 17 april 1885) var namnet Vings socken.
Vid kommunreformen 1862 övergick socknens ansvar för de kyrkliga frågorna till Vings församling och för de borgerliga frågorna bildades Ving, Stenum och Skärvs landskommun vilken 1889 upplöstes och Norra Vings landskommun bildades för denna socken. Landskommunen uppgick 1952 i Valle landskommun som 1971 uppgick i Skara kommun. Församlingen utökades 2006 och uppgick 2010 i Axvalls församling som 2018 uppgick i Valle församling.
1 januari 2016 inrättades distriktet Norra Ving, med samma omfattning som församlingen hade 1999/2000.  
Socknen har tillhört län, fögderier, tingslag och domsagor enligt vad som beskrivs i artikeln Valle härad. De indelta soldaterna tillhörde Skaraborgs regemente, Höjentorps kompani och Västgöta regemente, Gudhems kompani.

## Geografi
Norra Vings socken ligger öster om Skara norr om Hornborgasjön kring vingsjön. Socknen är en odlad slättbygd med mossar och viss skog.

## Fornlämningar
Boplatser från stenåldern är funna. Från bronsåldern finns gravrösen. Från järnåldern finns gravar och stensättningar.

## Namnet
Namnet skrevs 1361 Vign och kommer från kyrkbyn, äldst troligen från ett äldre namn på Vingsjön, Vighn, 'den böjda, krokiga'.